# Münchenbuchsee
Münchenbuchsee es una comuna suiza del cantón de Berna, situada en el distrito administrativo de Berna-Mittelland. Limita al norte con las comunas de Rapperswil, Deisswil bei Münchenbuchsee y Wiggiswil, al este con Moosseedorf, al sur con Bolligen, Ittigen, Zollikofen y Kirchlindach, y al oeste con Diemerswil y Schüpfen.
Hasta el 31 de diciembre de 2009 situada en el distrito de Fraubrunnen.

## Escuelas
- Escuela para personas sordas y malentendientes.

## Personalidades
- Philipp Emanuel von Fellenberg, pedagogo
- Paul Klee, nacido en esta localidad.
- Stephan Eicher, cantante de rock.

## Ciudades hermanadas

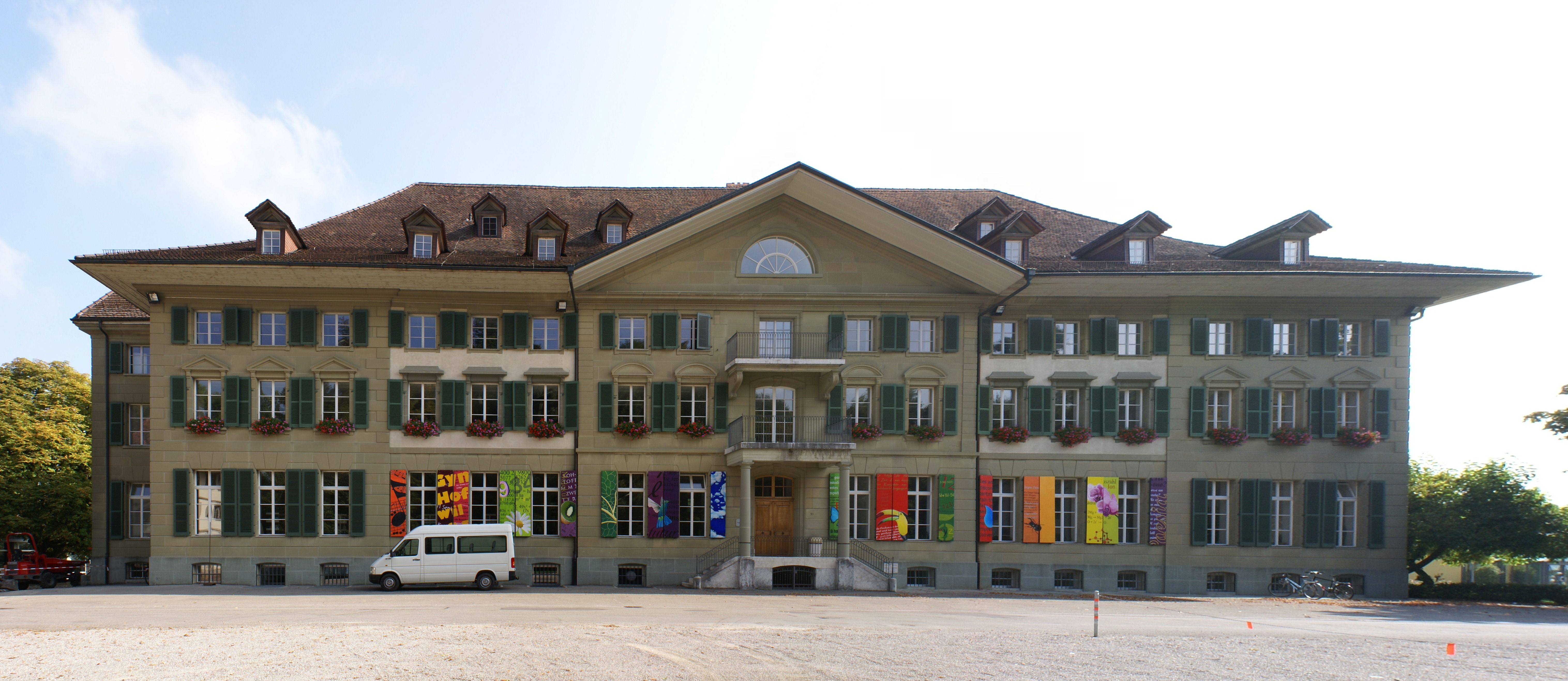
Gymnasium de Hofwil, Münchenbuchsee.

- Landiswil.
- Milevsko.